# ديفيد إدلستاين
ديفيد إدلستاين (بالإنجليزية: David Edelstein)‏ هو ناقد سينمائي وصحفي أمريكي، ولد في 1959.

## وصلات خارجية
- ديفيد إدلستاين على موقع IMDb (الإنجليزية)
- ديفيد إدلستاين على موقع ميتاكريتيك (الإنجليزية)
- ديفيد إدلستاين على موقع ميتاكريتيك (الإنجليزية)
- ديفيد إدلستاين على موقع روتن توميتوز (الإنجليزية)
- ديفيد إدلستاين على موقع روتن توميتوز (الإنجليزية)
- ديفيد إدلستاين على موقع قاعدة بيانات الفيلم (الإنجليزية)
- ديفيد إدلستاين على موقع كينوبويسك (الروسية)